# Lil Snupe
Lil Snupe, de son vrai nom Addarren Ross, né le 13 juin 1995 à Winnfield en Louisiane, et mort assassiné le 20 juin 2013 dans la même ville, il était un rappeur américain.

## Vie précoce et personnelle
Addarren Ross est né le 13 juillet 1995 à Jonesboro, en Louisiane.
Selon le témoignage d'un ami de la famille, la mère de Lil Snupe l'a eu quand elle avait environ 14 ou 15 ans. Selon les récits de la mère de Lil Snupe, Denesha Ross, le rappeur a eu du mal à l'école et a été expulsé trois fois.

## Carrière

### 2012-2013 Débuts de carrière et R.N.I.C
Selon Lil Snupe, il a signé avec le label Dream Chasers Records de Meek Mill après avoir envoyé une démo au rappeur lors de sa tournée à la Grambling University en Louisiane.[6] Meek Mill décrit son retour de l'aéroport et a été approché par Lil Snupe lors d'une interview avec le magazine Complex: "Nous étions sur le chemin du retour à l'aéroport, un petit enfant a frappé à la fenêtre et nous a donné une démo. Nous l'avons écoutée, nous l'avons aimé et il est apparu à Philadelphie un jour et traînait avec nous. "  En mars 2013, il a sorti son single " Nobody Does It Better ", une collaboration avec son mentor le rappeur américain Meek Mill.  En avril 2013, il a sorti sa mixtape RNIC avec des apparitions de Meek Mill, DJ Khaled, Twinn U, Jay Knoxx, Trae Tha Truth, Tay, Curren$y et Big Poppa.

### 2013-présent : sorties posthumes
En décembre 2014, le single "Meant 2 Be" avec le rappeur américain Boosie Badazz est sorti à titre posthume. En janvier 2015, son album posthume RNIC 2 (Jonesboro), la suite de sa mixtape d'avril 2013, devait sortir en février de la même année. En mars 2016, l'équipe de Lil Snupe a sorti de manière posthume son single " Comeback Freestyle " accompagné d'un clip vidéo. En décembre 2016, un album de 12 titres intitulé 16 & Runnin Resurrected avec des apparitions des rappeurs C'Nyle, Money Bagz, Jemouri et Raidcal a été publié à titre posthume par sa famille.

## Décès

### Fusillade et arrestations ultérieures
Le 20 juin 2013, vers 4 heures du matin, aux appartements Maplewood à Winnfield, en Louisiane, Lil Snupe a été tué par balle. Les enquêteurs du coroner de Winn Parish l'ont déclaré mort à son arrivée après que les ambulanciers paramédicaux n'aient pas réussi à le ranimer. Selon certaines informations, il a subi deux blessures par balle au niveau du torse.[15] Selon un communiqué publié par la police de la ville de Winnfield en Louisiane, des agents ont répondu aux appels d'une fusillade dans les appartements Maplewood au 1901 South Jones Street vers 4 h 07. L'Associated Press a rapporté qu'une dispute a éclaté lors d'un jeu vidéo et a abouti à la mort par balle de Lil Snupe. Le 26 juin 2013, Tony Holden, 36 ans, l'assassin présumé de Lil Snupe, s'est rendu aux autorités. Il a été incarcéré à la prison de la ville de Winnfield pour meurtre au premier degré, vol à main armée et possession illégale d'une arme à feu par un criminel condamné. Le 3 juillet 2013, Edrick O. Stewart, 21 ans, a été inculpé d'homicide involontaire coupable en lien avec le meurtre de Lil Snupe.[19] Lors d'une interview de novembre 2022 avec le podcast Boss Talk 101, la mère de Lil Snupe a révélé que la fusillade aurait eu lieu après une dispute de jeu impliquant le jeu vidéo NBA 2K.

### Funérailles et hommages
Le 21 juin 2013, après avoir appris la nouvelle de Lil Snupe's, Meek Mill a publié une série de tweets sur son compte Twitter exprimant sa tristesse. Plus tard ce mois-là, Meek Mill a révélé que Rick Ross voulait Lil Snupe sur l'album de compilation MMG Self Made Vol. 3 et des SMS partagés dans lesquels il interrogeait le rappeur sur une fonctionnalité. Il a fini par être inclus sur l'album sur le morceau "Lil Snupe Intro". Le 20 juin 2013, lors d'une interview avec XXL, le rappeur américain Turk a parlé de la mort de Lil Snupe, a exprimé sa tristesse en révélant qu'il était ami avec le défunt rappeur et qu'ils étaient sur le point de sortir un projet ensemble. Ses funérailles ont eu lieu le 29 juin 2013 au lycée Jonesboro-Hodge de Jonesboro, en Louisiane. Selon le HuffPost, des centaines de personnes auraient été présentes. En juillet 2017, le rappeur américain et mentor de Lil Snupe Meek Mill a sorti le clip de son morceau "We Ball" mettant en vedette Young Thug en hommage à Lil Snupe. La vidéo présente un segment de rap freestyle de Lil Snupe et des images entourant les thèmes des funérailles et des cimetières. En avril 2021, le père de Lil Snupe, Charlie Brown, récemment sorti de prison, a documenté sa première visite sur la tombe de son fils et a mentionné avoir été déçu que son fils n'ait pas de monument qui lui soit dédié ou de pierre tombale accusant les rappeurs Meek Mill et Jay-Z. pour son état. En octobre 2021, Meek Mill a sorti la chanson "Angels (RIP Lil Snupe)" en hommage au regretté rappeur.

## Héritage
En janvier 2019, le magazine hip-hop XXL a nommé Lil Snupe comme l'une des influences lyriques du rappeur américain Asian Doll. En juillet 2020, le rappeur américain GlitchMan a nommé Lil Snupe comme l'une de ses influences. En septembre 2021, un documentaire intitulé The Dream Chaser qui présentait la vie et la carrière de Lil Snupe a été projeté au DocuFest 2021 à Dallas, au Texas. En mars 2022, lors d'une interview avec le magazine hip-hop AllHipHop, le rappeur américain NLE Choppa a nommé Lil Snupe lorsqu'il a été interrogé sur ses rappeurs préférés.